# آلبرت یکم، دوک ساکسونی
آلبرت یکم (انگلیسی: Albert I, Duke of Saxony; ح. 1175 – ۷ اکتبر ۱۲۶۰) دوک ساکسونی بود. وی به‌همراه والدمار دوم دانمارک در نبرد لیندانیسه در جنگ صلیبی لیوونی حضور داشت.